# Борсинський сільський округ
Борси́нський сільський округ (каз. Борсы ауылдық округі, рос. Борсынский сельский округ) — адміністративна одиниця у складі Жанібецького району Західноказахстанської області Казахстану. Адміністративний центр — село Борси.
Населення — 876 осіб (2021; 954 у 2009, 1129 у 1999, 1181 у 1989).
Станом на 1989 рік існувала Борсинська сільська рада (села Борсі, Тегісшил).

## Склад
До складу округу входять такі населені пункти:
| Населений пункт | Старі назви | Населення, осіб (1989) | Населення, осіб (1999) | Населення, осіб (2009) | Населення, осіб (2021) |
| --------------- | ----------- | ---------------------- | ---------------------- | ---------------------- | ---------------------- |
| Борси, село     | Борсі       | 746                    | 705                    | 615                    | 540                    |
| Тегісшил, село  | Шерембетсай | 435                    | 424                    | 339                    | 336                    |